# Élisabeth Borne
Élisabeth Borne (Parijs, 18 april 1961) is een Frans politica. Ze was van 16 mei 2022 tot 8 januari 2024 premier van Frankrijk. Eerder was zij onder meer minister in de regering-Philippe II (2017–2020) en de regering-Castex (2020–2022).

## Levensloop
Haar ouders waren directeur van een farmaceutisch laboratorium. Zij promoveerde in de École polytechnique (promotie 1981). In 1987 werd ze ambtenaar op het ministère de l'Équipement. waar ze in 1989 regionaal directeur werd voor Île-de-France. In de jaren 1990 was ze adviseur op het ministerie van Onderwijs, bij Jack Lang en vervolgens bij Lionel Jospin. In 1997 werd ze technisch adviseur bij eerste minister Lionel Jospin. In 2002 werd ze strategiedirecteur bij de SNCF. In 2007 werd ze directrice bij Eiffage. In 2008 werd ze algemeen directeur voor de ruimtelijke ordening bij de stad Parijs. In 2013 werd ze prefect voor de toenmalige regio Poitou-Charentes, de eerste vrouw om deze functie te vervullen. In 2014 werd ze kabinetsdirecteur van Ségolène Royal. In 2015 kwam ze aan het hoofd van de RATP, de Parijse metro.
Borne stond lange tijd dicht bij de Socialistische Partij (PS) zonder zich formeel bij de partij aan te sluiten. Na de overwinning van Emmanuel Macron tijdens de Franse presidentsverkiezingen van 2017 sloot ze zich aan bij La République En Marche! (LREM). Vanaf 2020 was Borne lid van Territoires de progrès, een centrumlinkse partij die gelieerd was aan LREM. In september 2022 gingen beide partijen op in de Renaissancepartij.

### Premierschap
Nadat Borne vanaf 2017 verschillende ministersposten had bekleed in de Franse regering, werd ze in mei 2022 door president Macron benoemd tot premier. Ze was daarmee de eerste vrouwelijke regeringsleider van Frankrijk sinds Édith Cresson (1991–1992) en de tweede ooit. Haar regering maakte na de presidentsverkiezingen van 2022 een doorstart met nieuwe ministers.
In maart 2023 overleefden Borne en haar regering nipt twee moties van wantrouwen die ingediend waren door het linkse LFI en het radicaal-rechtse Rassemblement national. Aanleiding voor de moties was het besluit van Borne om omstreden pensioenhervormingen door te voeren zonder stemming in het parlement. De plannen van Borne, waarbij de pensioenleeftijd verhoogd zou worden van 62 naar 64 jaar, leidden tot grote stakingen en rellen in verschillende Franse steden.
Binnen de regering-Borne ontstond eind 2023 een crisis over het aannemen van een strenge immigratiewet. Verschillende ministers spraken hierbij publiekelijk hun ongenoegen over de wet uit. De onenigheid was voor president Macron mede de aanleiding om in januari 2024 een nieuwe regering aan te stellen, waarbij Borne moest plaatsmaken voor een nieuwe premier: Gabriel Attal.
In februari 2024 nam Borne haar zetel in de Nationale Vergadering, die ze aanvankelijk veroverd had bij de parlementsverkiezingen van 2022, weer in.

## Politieke functies
- 14 mei 2017 – 16 juli 2019: Viceminister voor Transport (gevoegd bij de minister van Staat Nicolas Hulot) in de regering-Philippe I.
- 16 juli 2019 – 6 juli 2020: Minister van Ecologie en Duurzame Ontwikkeling in de regering-Philippe II.
- 6 juli 2020 – 16 mei 2022: Minister van Arbeid en Werkgelegenheid in de regering-Castex.
- 16 mei 2022 – 8 januari 2024: Premier van Frankrijk.
- sinds 10 februari 2024: Parlementslid in de Nationale Vergadering.

## Persoonlijk
Borne is de dochter van een Poolse Jood, Joseph Bornstein (geboren in België, die later naar Frankrijk verhuisde), die het concentratiekamp Auschwitz en de dodenmars overleefde. Hij werd in 1950 genaturaliseerd tot Fransman en veranderde de familienaam in Borne. Hij wordt daar als verzetsheld gehuldigd.
Elisabeth Borne is gescheiden en heeft een zoon (1995).
- Gemeinsame Normdatei: 1219930946
- International Standard Name Identifier: 0000 0005 1236 655X
- Library of Congress Control Number: no2023073865
- Réseau des bibliothèques de Suisse occidentale: 02-A003026801
- Système universitaire de documentation: 200738054
- Virtual International Authority File: 4577149719138311130006
- WorldCat: E39PBJhMpRCgDyJCBQPyVCpByd